# منتصف الليل (فلم)
منتصف الليل هوَ فيلمٌ كويتي صدرَ عام 2004 من تأليف وَإخراج عبد الله السلمان بمساعدةٍ من دخيل النبهان ومن بطولة كل من إبراهيم الحربي، عبد الله السلمان، أحمد العونان وغيرهم.

## قصّة الفيلم
تدورُ أحداث الفيلم في قالب من الحركة والإثارة وسط أجواء الجريمة؛ حيث تتمّ سرقة مجوهرات أسرة ثرية في ظروف غامضة فيُحاول رجال الأمن أن يتوصلوا إلى حل هذا اللغز، وتتوالى الأحداث وسط العديد من المفاجآت غير المتوقعة. يستعرض الفيلم أيضًا ظروف الأسرة الغنيّة والشخصيات التي تحيط بها والعلاقات التي تحكمها، كما يتناول هواجس وطموحات وأطماع كل شخصية على حدة.

## طاقم العم
- عبد الرحمن العقل
- إبراهيم الحربي
- أحمد السلمان
- عبد الله السلمان
- أحمد العونان
- أحمد إيراج
- أسامة المزيعل
- خالد السلمان

- بوهلال